# Terry Lester
Terry Lester (Indianapolis, 13 aprile 1950 – 28 novembre 2003) è stato un attore statunitense.
Noto soprattutto per il ruolo di Jack Abbott in Febbre d'amore, Mason Capwell in Santa Barbara e Royce Keller in Così gira il mondo.

## Biografia
Nato all'Indianapolis nell'Indiana, si è diplomato alla Southport High School iniziando poi la carriera di attore mentre era all'università DePauw University.

## Carriera
Inizia a recitare nel 1974 prendendo parte al film Airport '75. In seguito nel 1975 appare nella serie televisiva Barbary Coast nel ruolo di Bret Hollister. Ma il suo ruolo principale arriva nel 1976 quando interpreta Jonah in Ark II. Prende poi parte ad altre serie tv come Angeli volanti, La famiglia Bradford e Dallas. La sua svolta arriva nel 1980 quando ottiene il ruolo di Jack Abbott nella soap opera Febbre d'amore rimanendo nel ruolo fino al 1989. Uscito da Febbre d'amore, nel 1989 interpreta il ruolo di Mason Capwell in Santa Barbara per un anno intero. Nel 1991 entra nel cast della soap opera Così gira il mondo interpretando l'affascinante Royce Keller ruolo che lascia nel 1994. Nel corso della sua carriera appare anche in programmi televisivi come Star Trek: Voyager, JAG - Avvocati in divisa, Un detective in corsia e Walker Texas Ranger.

## Morte
Lester muore il 28 novembre 2003 a causa delle complicazioni causate dall'AIDS anche se inizialmente si era saputo che era morto per un infarto.

## Filmografia parziale

### Cinema
- Airport '75 (1974)

### Televisione
- Barbary Coast - serie TV, 1 episodio (1975)
- Ark II - serie TV (1976)
- Angeli volanti - serie TV, 1 episodio (1978)
- La famiglia Bradford - serie TV, 1 episodio (1979)
- Dallas - serie TV, 1 episodio (1979)
- Febbre d'amore - soap opera (1980-1989)
- Hotel - serie TV, 1 episodio (1985)
- Santa Barbara - soap opera (1989-1990)
- Così gira il mondo - soap opera (1991-1994)
- Star Trek: Voyager - serie TV, 1 episodio (1995)
- JAG - Avvocati in divisa - serie TV, 1 episodio (1997)
- Un detective in corsia - serie TV, 1 episodio (1997)
- Walker Texas Ranger - serie TV, 1 episodio (1999)